# Stobbes Machandel

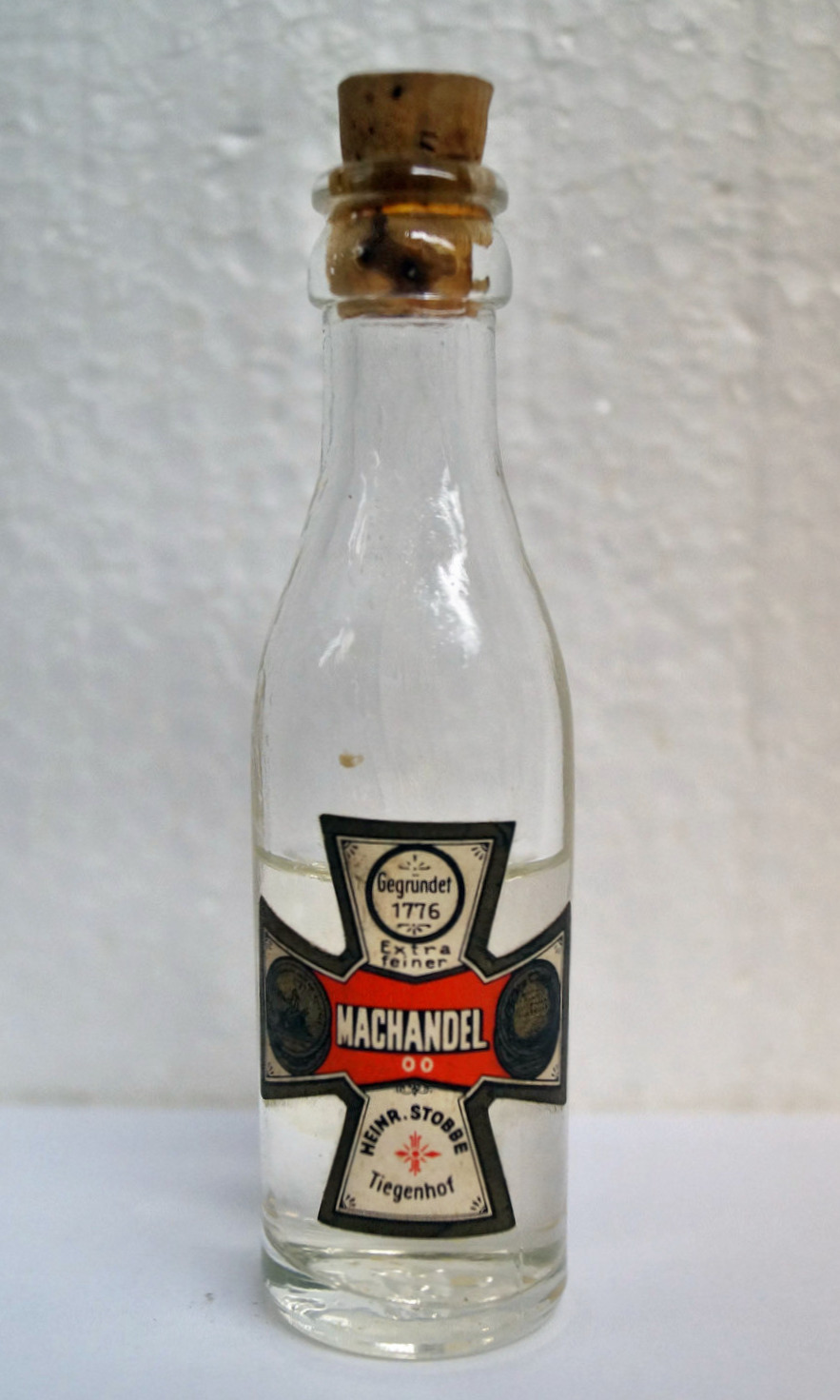
Butelka po wódce Machandel

Stobbes Machandel (nazwa pochodzi od dolnoniemieckiego określenia jałowca) – wódka jałowcówka o mocy 38°, produkowaną od 3 maja 1766 do 1945 na zasadzie starego przywileju, wywodzącego się jeszcze z czasów  króla Zygmunta Wazy, przez mennonicką rodzinę Stobbe zamieszkującą Nowy Dwór Gdański. Firmę założył Piotr Stobbe, a gorzelnia mieściła się nad Tują, przy dzisiejszej ul. 3 Maja. Napitek sprzedawano w butelkach o pojemności 0,5 l i 0,25 l, o charakterystycznym beczułkowatym kształcie, zdobionych krzyżem.
Początki zakładu produkcji ziołowego alkoholu w Nowym Dworze Gdańskim sięgają 20 grudnia 1714, kiedy to Korneliusz Gronau nabył nieruchomość od księcia Jakuba Ludwika Sobieskiego, syna i spadkobiercy zmarłego w 1696 roku króla Polski Jana III Sobieskiego. Gronau zakupił „dom za rzeką Tują, po lewej stronie, gdy wychodzi się z zamku Loitzów z XVI w. (znajdującego się na terenie byłej parafii ewangelickiej w Nowym Dworze Gdańskim przy ul. B. Chrobrego 6), przez most, blisko domu kamieniarza”. Wraz z nieruchomością uzyskał przywilej destylacji ziołowego alkoholu, jednak bez przywileju produkcji czystego destylatu. W latach 20. XVIII wieku zakład przejął Jan Bestvater, który w 1763 roku sprzedał go Janowi Donnerowi. W dniu 3 maja 1766 roku zakład kupił Piotr Stobbe (1751–1823), przedstawiciel holenderskiej rodziny mennonitów oraz prapradziadek Bernharda Stobbe, który niezwłocznie  uzyskał też od polskiego króla Augusta III Sasa przeniesienie przywileju produkcji czystej wódki, który 23 października 1617 roku Michał Spitern uzyskał od Melchiora Wejhera dla innej nieruchomości („budynku obok mostu zamkowego”). W ten sposób zakład Stobbe mógł prowadzić pełny proces destylacji, przekształcając się w gorzelnię.
Piotr Stobbe, opierając się na swojej tajnej recepturze przywiezionej z Holandii, rozpoczął produkcję wyjątkowej wódki jałowcowej o nazwie machandel. Jego przedsiębiorstwo szybko się rozwijało, co wymagało modernizacji infrastruktury. Początkowo działalność prowadzono w starych drewnianych budynkach, które Piotr Stobbe przejął od Donnera. Jednak wkrótce zastąpił je dwupiętrowym budynkiem w konstrukcji szachulcowej. Po pożarze w 1804 roku, który zniszczył tę budowlę oraz sąsiednie domy, Stobbe nabył dodatkowe działki i w latach 1805–1806 wzniósł pierwszą murowaną kamienicę w Nowym Dworze Gdańskim). Murowany dom przy rynku, oznaczony numerem 1, mieścił w piwnicy destylarnię i był jednym z symboli miasta. Budynek przetrwał aż do końca II wojny światowej .
W 1897 roku machandel został określony „gdańskim napojem narodowym” i był chroniony lokalnym prawem. Zwyczaj picia machandla upowszechnił się w okresie istnienia Wolnego Miasta Gdańska. Rüdiger Ruhnau w książce poświęconej historii Gdańska, określa machandel jako narodowy trunek gdański.
Po wkroczeniu Armii Czerwonej na Żuławy własność zakładu skonfiskowano, a ówczesny właściciel firmy Bernhard Stobbe został aresztowany i wysłany za Ural. Zwolniony w 1949, wyjechał do Oldenburga. Udało się ocalić dokumentację produkcji, dzięki czemu wznowił ją w 1951 Ott-Heinrich Stobbe. W 1970 firmę Stobbego przejęła niemiecka wytwórnia G.Vetter. Obecnie machandel produkuje firma niemiecka Marken Horst w Osnabrück, która wprowadza go na rynek w butelkach o pojemności 0,7 l.
Rytuał picia machandla wymaga specjalnego kieliszka, a także suszonej śliwki, nabitej na wykałaczkę. Po spożyciu śliwki, namoczonej w machandlu, wypija się trunek, a wykałaczkę łamie i pozostawia w kieliszku.